# کلیوکینول
کلیوکینول (انگلیسی: Clioquinol) یک داروی ضد قارچ و یک داروی ضد تک یاخته است. این ماده در دوزهای زیاد نوروتوکسیک است. این دارو عضوی از خانواده ای از داروها به نام هیدروکسی کینولین ها است که آنزیم های خاصی را که مربوط به تکثیر DNA هستند مهار می‌کنند. این داروها در برابر عفونت‌های ویروسی و تک یاخته‌ای فعالیت دارند.